# یلوویک (بایینا باشتا)
یلوویک (به صربی: Jelovik) یک منطقهٔ مسکونی در صربستان است که در بایینا باشتا واقع شده‌است. یلوویک ۲۱۲ نفر جمعیت دارد.